# Gustav Lantschner
Pour les articles homonymes, voir Lantschner.
Gustav Lantschner, surnommé Guzzi, né à Innsbruck le 12 août 1910 et mort à Krailling à l'âge de 100 ans le 19 mars 2011, est un skieur alpin austro-allemand, également acteur de cinéma, directeur de la photographie et réalisateur.

## Biographie
En 1930, il est le premier recordman du monde de l'histoire du ski de vitesse, avec une performance de 105,675 km/h réalisée à Saint-Moritz.
Champion olympique en 1932 et second au championnat du monde à Murren en 1933, Gustav Lantschner était à l'époque le skieur médaillé le plus âgé des Jeux.
Il court pour l'Autriche jusqu'en 1935, puis il prend la nationalité allemande en 1936 et remporte une médaille d'argent dans le combiné aux Jeux olympiques de 1936 de Garmisch-Partenkirchen.
Il est le frère de Gerhard (de), Hadwig, Inge et Otto Lantschner, ainsi que le cousin de Hellmut Lantschner, tous skieurs alpins.

### Au cinéma
En plus de ses succès sur les pistes, Gustav Lantschner a également joué dans plusieurs films de montagne et d'aventures. En 1930, Son premier film est Tempête sur le mont Blanc d'Arnold Fanck. L'année suivante, il joue aux côtés de Leni Riefenstahl dans L'Ivresse blanche.
Le succès de ce classique du film de ski, où Walter Riml et lui-même interprètent une paire de charpentiers de Hambourg, le conduit à jouer d'autres rôles en duo comme Aventure en Engadine en 1932 et le film, en partie tourné au Groenland, Nordpol - Ahoi! en 1934. Entre 1936 et 1938, Lantschner est directeur de la photographie pour le film documentaire de Leni Riefenstahl Les Dieux du stade. En collaboration avec Harald Reinl, un collaborateur d'Arnold Fanck, il tourne en 1938 et 1939 les documentaires Wildwasser et Osterskitour in Tirol, tous deux produits par Riefenstahl.
Il a fait l'objet d'un documentaire de la télévision autrichienne en 2008.

## Palmarès

### Jeux olympiques
| Épreuve / Édition              | Combiné |
| ------------------------------ | ------- |
| JO 1936 Garmisch-Partenkirchen | Argent  |

### Championnats du monde
| Épreuve / Édition               | Descente | Slalom      | Combiné                          |
| ------------------------------- | -------- | ----------- | -------------------------------- |
| Mondiaux 1931 Mürren            | 5e       | Non partant | Épreuve inexistante à cette date |
| Mondiaux 1932 Cortina d'Ampezzo | Or       | 10e         | Bronze                           |
| Mondiaux 1933 Innsbruck         | 16e      | Argent      | 5e                               |
| Mondiaux 1937 Chamonix          | 14e      | 14e         | 13e                              |

## Arlberg-Kandahar
- Meilleur résultat : 2e place dans le combiné en 1933 à Mürren